# Hirayasumi
Hirayasumi (ひらやすみ?) es una serie de manga japonés escrito e ilustrado por Keigo Shinzō. Ha sido serializado en la revista de manga seinen Shūkan Big Comic Spirits de Shōgakukan desde el 26 de abril de 2021. Se prevé que una adaptación de televisión dramática se estrene en NHK General TV en el cuarto trimestre de 2025, y se ha anunciado una adaptación al anime producida por Production +h.

## Sinopsis
Hiroto Ikuta es un trabajador independiente de 29 años que trabaja en un estanque de pesca. Su actitud accesible le permite interactuar frecuentemente con clientes mayores, aunque se pone nervioso con las mujeres que le resultan atractivas. Originario de Yamagata, abandonó sus aspiraciones actorales tras fracasar repetidamente en las audiciones. Visita con regularidad a Hanae Wada, de 83 años, una cocinera escolar jubilada que vive de una pensión, y comparte comidas en su casa. Tras la repentina muerte de Hanae por un infarto de miocardio, Ikuta hereda su casa mediante un trámite previo. Posteriormente, aloja a su prima Natsumi Kobayashi, de 18 años, quien cursa estudios de arte, convirtiéndose en su tutor en la residencia heredada.

## Contenido de la obra

### Manga
Escrito e ilustrado por Keigo Shinzō, Hirayasumi comenzó a serializarse en la revista de manga seinen Shūkan Big Comic Spirits de Shōgakukan el 26 de abril de 2021. Shōgakukan ha recopilado sus capítulos en volúmenes tankōbon individuales. El primer volumen se lanzó el 10 de septiembre de 2021.
| Volúmenes de manga publicados | Volúmenes de manga publicados | Volúmenes de manga publicados |
| Número                        | Fecha de publicación          | ISBN                          |
| ----------------------------- | ----------------------------- | ----------------------------- |
| 1                             | 10 de septiembre de 2021      | ISBN 978-4-09-861118-8        |
| 2                             | 10 de diciembre de 2021       | ISBN 978-4-09-861204-8        |
| 3                             | 28 de abril de 2022           | ISBN 978-4-09-861299-4        |
| 4                             | 30 de septiembre de 2022      | ISBN 978-4-09-861408-0        |
| 5                             | 30 de marzo de 2023           | ISBN 978-4-09-861604-6        |
| 6                             | 30 de agosto de 2023          | ISBN 978-4-09-862522-2        |
| 7                             | 11 de abril de 2024           | ISBN 978-4-09-862690-8        |
| 8                             | 28 de noviembre de 2024       | ISBN 978-4-09-863106-3        |
| 9                             | 30 de julio de 2025           | ISBN 978-4-09-863519-1        |

### Drama
En julio de 2025, se anunció que una adaptación de una serie dramática de 15 minutos se estrenaría en el bloque de programación Yoru Dra (Drama nocturno) de NHK General TV en el cuarto trimestre del mismo año.

### Anime
En julio de 2025, se anunció que una adaptación al anime será coproducida por Viz Media y Shogakukan-Shueisha Productions y animada por Production +h.

## Recepción
Hirayasumi ocupó el tercer lugar en el ranking «The Best Manga 2022 Kono Manga wo Yome!» de la revista Freestyle. Ganó el Bros. Comic Award 2021 de la revista TV Bros de Tokyo News Services. El manga fue nominado para el 15° Manga Taishō en 2022 y se ubicó en tercer lugar con 66 puntos. La serie ocupó el sexto lugar en los cómics recomendados de Publisher Comics de 2022.
La serie recibió comentarios positivos de artistas de manga, incluidos Inio Asano, Masakazu Ishiguro, Misaki Takamatsu, Retto Tajima, Taiyō Matsumoto y Yama Wayama. También fue elogiada por el dúo de comedia the Asagaya Sisters.